# Швець-Васіна Олена Іванівна
Олена Іванівна Швець-Васіна (нар. 27 серпня 1950 в селі Червоноармійськ Червоноармійського району Запорізької області, нині м. Вільнянськ) — українська поетеса і композитор пісень, член НСПУ.

## Життєпис
Закінчила в м. Дніпропетровську Середню школу № 15, Дніпропетровську дитячу музичну школу № 6 по класу фортепіано.
За фахом — фізик (закінчила фізичний факультет Дніпропетровського державного університету).
Працювала викладачкою фізики в Дніпропетровському гірничому інституті, фізиком-рентгенологом в ДІІТ і МЦОНД, інженером з розробки АСУ в НВО «Орбіта», бухгалтеркою в «Дніпротелепрескорпорація», журналісткою редакції міжнародного часопису «Бористен», культорганізаторкою Дніпровського міського територіального центру ветеранів.

## Літературна творчість
Авторка книг поезії: «Ромашок срібний дзвін» (2001), «Лети крізь час, лети!» (2003), «Портрети Серця» (2007), «Поетичні кванти» (2010), «Вічномить кохання» (2016), «А ми живемо!» (2023) та книги смішинок синів «Спогадайлики Ігоря і Артема» (2022).
Авторка електронних книг: «Азбука в оповіданнях про хлопчика Германа», «Крізь час і простір. Видатні фізики світу», «Поезія — Мелодія Палітри»; співавторка колективних збірок.

## Музична творчість
Авторка і виконавиця пісень, лавреатка регіональних музичних конкурсів вокальної музики «Натхненний дует Придніпров'я» і «Композитори — дітям та юнацтву». У доробку авторки десятки пісень на власні вірші, на вірші поетів України і української діаспори. Її вірші покладені на музику композиторами Придніпров'я. За її сценарієм композитор, Відмінник культури України, членкиня Асоціації композиторів НВМС Валентина Фалькова написала і
зробила постановку музичного спектаклю «Музичний бал» для авторського дитячого музичного театру «Надія» при ДДМШ № 3 і Будинку вчених м. Дніпропетровська (2010).
Одна з авторів, репрезентованих у всеукраїнському імідж-календарі «Обличчя Дніпропетровщини 2008 року».

## Громадська діяльність
Членкиня Національної спілки письменників України (з 25.04.2024), заступниця керівниці секції дитячої та юнацької літератури «Джерело» при Дніпропетровській обласній організації НСПУ, Конгресу літераторів України (КЛУ), Асоціації композиторів Дніпропетровського відділення Національної всеукраїнської музичної спілки (НВМС).
Членкиня редколегії міжнародного літературного альманаху «Форум» і оргкомітету Міжнародного фестивалю літературних видань «Рідкісний птах» (Дніпро — 2013, 2015, 2017, 2019, 2021), членкиня журі дитячих літературних конкурсів «Собори наших душ» (Дніпро), «Розповім про подвиг» (Дніпро), «Творчі канікули» (Київ). Експерт групи «Військова пісня свободи і перемоги» на Фейсбуці (2022).

## Відзнаки
Лавреатка літературних премій:
- ім. О. Гончара (міжнародний щомісячник «Борисфен», Дніпропетровськ, 2009),
- ім. В. Сосюри (МСПУ, Дніпропетровськ, 2011),
- I-го Міжнародного фестивалю «Рідкісний птах — 2013» (Дніпропетровськ),
- ім. П. Куліша (Міжнародна літературно-мистецька академія України, 2019),
- Міжнародного літературно-музичного фестивалю «Зірка Різдва» (Запоріжжя, 2016),
- ім. М. Селезньова (Дніпро, 2022),
- ім. П. Кононенка (Міська іменна мистецька премія, Дніпро, 2023).

Фіналістка міжнародного конкурсу «Корнійчуковська премія» (Одеса, 2016), Всеукраїнського фестивалю поезії «Ан Т-Р-Акт» м. Херсон (2018).